# スティーブ・ロンバルディ
スティーブ・ロンバルディ（Steve Kenneth Lombardi、1961年4月18日 - ）は、アメリカ合衆国のプロレスラー。 ニューヨーク州ブルックリン出身のイタリア系アメリカ人。
ブルックリン・ブロウラー（The Brooklyn Brawler）のリングネームで知られ、WWEにおいて長くジョバーを担当。セミリタイア後はWWEのバックステージで活動していた。

## 来歴
1983年のデビュー後、太平洋岸北西部のパシフィック・ノースウエスト・レスリングを経て、同年下期より本名のスティーブ・ロンバルディ（Steve Lombardi）名義でWWFにてジョバーを担当。翌1984年より、WWFがビンス・マクマホン・ジュニアの新体制下で全米侵攻サーキットを開始してからも、サージェント・スローター、ポール・オーンドーフ、マスクド・スーパースター、デビッド・シュルツ、ビッグ・ジョン・スタッド、アイアン・シーク、ジェシー・ベンチュラ、カウボーイ・ボブ・オートン、パット・パターソン、ダイナマイト・キッド、ロッキー・ジョンソン、マイク・ロトンド、ティト・サンタナ、マッドドッグ・バションなど、トップ選手のジョバーを務めた。
以降もWWFに定着し、アイアン・マイク・シャープ、ブライアン・ブレアー、S・D・ジョーンズ、ジョージ・ウェルズ、ヒルビリー・ジム、カズン・ルーク、ポール・ローマ、デビッド・サンマルチノ、スコット・マギー、ブリックハウス・ブラウン、ニック・キニスキー、ラニー・ポッフォ、サム・ヒューストン、スコット・ケーシーといったアンダーカードの中堅選手や若手選手にも白星を献上したが、1989年よりブルックリンのストリート・ファイターをギミックとしたヒール、ブルックリン・ブロウラー（The Brooklyn Brawler）に変身。ボロボロのジーンズとニューヨーク・ヤンキースのTシャツをリングコスチュームに、ボビー・ヒーナンをマネージャーに迎えてレッド・ルースターと抗争した。

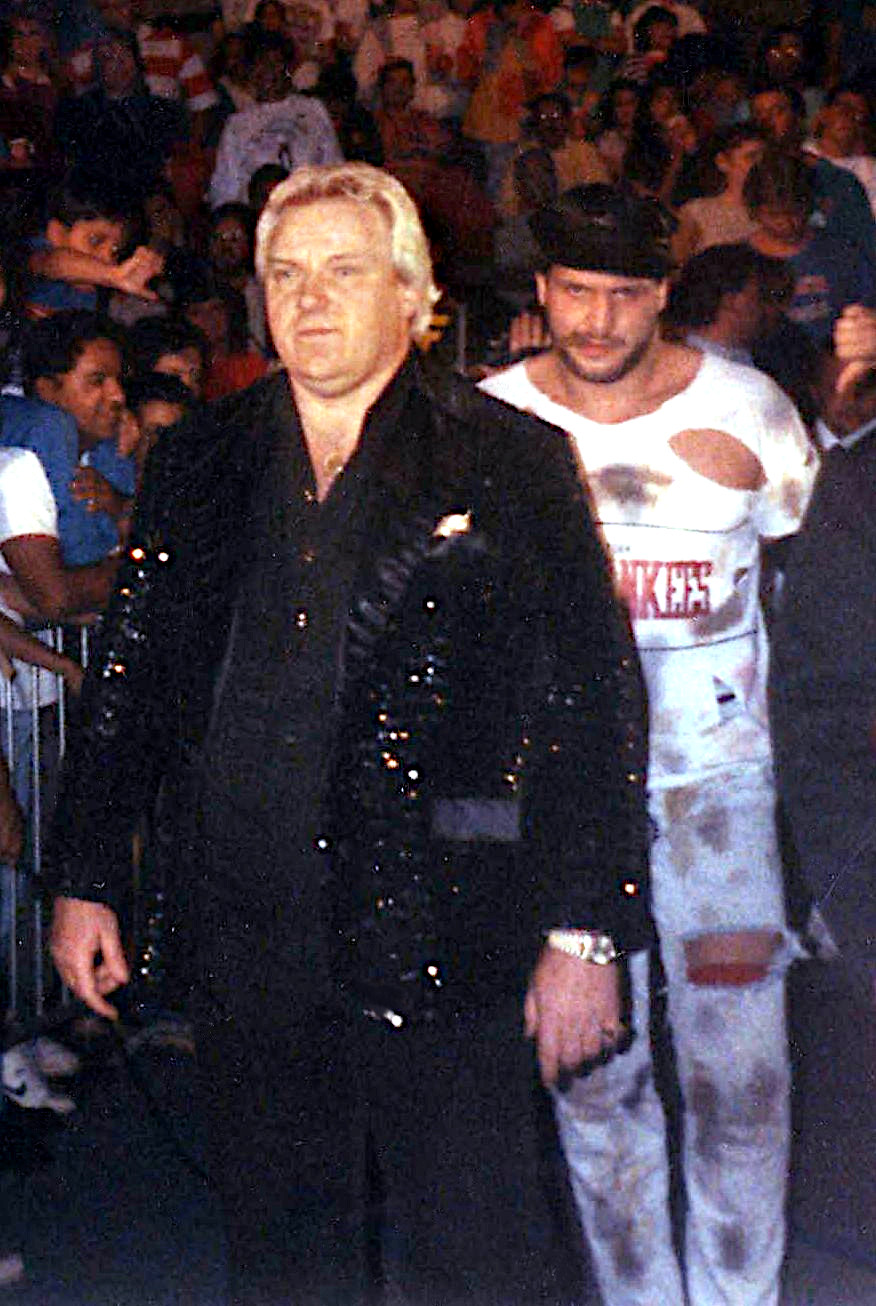
ボビー・ヒーナンに先導されるブルックリン・ブロウラー

ギミックを与えられポジションは上昇したものの、その後も役回りは変わらず、アルティメット・ウォリアー、ジェイク・ロバーツ、ジム・ドゥガン、デイビーボーイ・スミス、ケリー・フォン・エリック、リッキー・スティムボート、ジミー・スヌーカ、ビッグ・ボスマンなど、ベビーフェイスのスーパースターのジョバーを担当。1990年12月には当時のWWFの日本での提携先だったSWSに初来日し、ザ・グレート・カブキ、サムソン冬木、石川敬士らと対戦。翌1991年8月の再来日ではリック・マーテルのパートナーとなり、谷津嘉章&キング・ハクやジョージ高野&高野俊二とのタッグマッチが組まれた。
1992年から1993年にかけては、怪奇派レスラーのカマラを調教するハンドラー、キム・チー（Kim Chee）としても活動。サファリ・ルックに覆面を被り、マネージャーのハービー・ウィップルマンと共にカマラのセコンドを務めた（カマラのハンドラーは各団体で複数の人物が覆面を被って扮していたが、1980年代にカマラがWWFに参戦した際に登場したキム・チーもロンバルディの変身とされる）。カマラのフェイスターン後は両者の連戦が行われ、キム・チーのギミックではボブ・バックランドとも度々対戦した。1993年下期からは、薬物問題でWWFを解雇されたマット・ボーンに代わってドインク・ザ・クラウン（Doink the Clown）にも扮した。
1994年には、当時のメジャーリーグ・ベースボールのストライキにあやかり、エイブ "ナックルボール" シュワルツ（Abe “Knuckleball” Schwartz）なる野球選手ギミックのヒールにも変身。MVP（Most Valuable Player）とも名乗り、野球の硬式ボールを模した顔面ペインティングにユニフォーム姿のペイントレスラーとなって、1-2-3キッドやスパーキー・プラグとも対戦した。
その後はブルックリン・ブロウラーのギミックに戻り、ニュー・ジェネレーション期に入ったWWFにおいて引き続きジョバーを担当したが、1997年9月22日、地元ニューヨークのマディソン・スクエア・ガーデンにて20人参加のバトルロイヤルに優勝。11月15日の同所での定期戦において、ショーン・マイケルズが保持していたWWF世界ヘビー級王座への挑戦権を獲得した。当日はフランク・シナトラの『ニューヨーク・ニューヨーク』を入場テーマ曲に、初の大舞台で15分間戦い抜いたが、ハンター・ハースト・ヘルムスリーとチャイナの干渉もあり、マイケルズのスウィート・チン・ミュージックを受けて敗退した。
1990年代末からはバックステージのロード・エージェントに就任。選手としてはセミリタイア状態となるも、試合にも度々出場し、2000年2月28日にマディソン・スクエア・ガーデンで開催されたRAWではザ・ロックのジョバーを務め、2001年4月1日の『レッスルマニアX-Seven』ではキム・チーのキャラクターでカマラと共にギミック・バトルロイヤルに出場した。2003年1月15日にはカナダ・オンタリオ州ウィンザーのインディー団体ボーダー・シティ・レスリングにおいて、ジョニー・スウィンガーを破りBCWカンナム・ヘビー級王座を獲得。同年7月27日にはWWEのPPV『ヴェンジェンス』で行われたAPA主催の酒場での喧嘩試合「バールーム・ブロウル・マッチ」にも参戦している。
以降、2000年代から2010年代にかけてもRAWやスマックダウンなどWWEの番組に時折登場。2012年12月16日にはブルックリンのバークレイズ・センターで開催された『WWE TLC: テーブルズ・ラダーズ・アンド・チェアーズ』にて、ザ・ミズ&アルベルト・デル・リオとトリオを組み、3MB（ヒース・スレイター、ジンダー・マハル、ドリュー・マッキンタイア）と対戦。ミズのスカル・クラッシング・フィナーレを浴びたマハルからボストン・クラブでタップを取り、PPVにおける初勝利を収めた。
2010年代は選手のプロモーションを担当していたが、2016年5月、30年以上勤続していたWWEから解雇された。

## 得意技
- スウィンギング・ネックブリーカー[26]
- スープレックス[1]
- カーフ・ブランディング[1]
- サイドウォーク・スラム[1]

## 獲得タイトル
ボーダー・シティ・レスリング
- BCWカンナムTV王座：1回[27]
- BCWカンナム・ヘビー級王座：1回[22]

NWAミシガン
- NWAグレート・レイクス・ヘビー級王座：1回[2]